# Liste de jeux vidéo devenus gratuits
Ne doit pas être confondu avec Logiciel abandonné.
La liste de jeux vidéo devenus légalement gratuits répertorie les jeux anciennement commercialisés et désormais distribués gratuitement par leur éditeur, le plus souvent sur Internet. Cette liste ne doit pas être confondue avec les jeux distribués sous licence libre et les jeux abandonnés.

## Liste des jeux
| Titre                                                          | Date de sortie | Date du lancement gratuit | Genre                                                             | Plateforme | Éditeur                                                | Informations |
| -------------------------------------------------------------- | -------------- | ------------------------- | ----------------------------------------------------------------- | --- | ------------------------------------------------------ | --- |
| 3 in Three (en)                                                | 1989           | [ 1 ]                     | Réflexion                                                         | Mac OS | Cliff Johnson                                          | |
| Adventure Fun-Pak                                              | 1989           | 2004                      | Action-aventure                                                   | DOS | Apogee Software                                        | |
| Aventureland                                                   | 1978           | 1993                      | Aventure, fiction interactive                                     | TRS-80, Apple II, Atari 8-bit, TI-99/4A, Commodore PET, Commodore 64, IBM-PC, Commodore VIC-20, ZX Spectrum, BBC Micro/Electron | Scott Adams                                            | |
| Adventures of Maddog Williams in the Dungeons of Duridian, The | 1992           | 1996                      | Aventure                                                          | Amiga, Atari ST, DOS | Game Crafters                                          | |
| Adventures of Robbo (en)                                       | 1994           | 2006                      | Réflexion                                                         | DOS | Epic Megagames                                         | |
| The Adventures of Robby Roto! (en)                             | 1981           | 1999                      | Labyrinthe                                                        | Arcade | Bally Midway                                           | |
| Alien Carnage (ou Halloween Harry)                             | 1994           | 2007                      | Plates-formes à défilement horizontal                             | DOS | Apogee Software                                        | |
| Allegiance                                                     | 2000           | 2004                      | Simulateur de vol spatial, jeu de stratégie en temps réel, action | Windows | Microsoft Research                                     | Code source publié gratuitement. La communauté de joueurs a développé Free Allegiance à partir de celui-ci.                                                                                    |
| Anacreon: Reconstruction 4021                                  | 1987           | 2004                      | 4X                                                                | DOS | Thinking Machine Associates                            | Mis à jour en 2004 par George Moromisato pour fonctionner sur Windows. |
| Antheads: It Came from the Desert 2                            | 1990           | [ 11 ]                    | Aventure                                                          | Amiga | Cinemaware                                             | Extension pour It Came from the Desert. |
| Arctic Adventure                                               | 1991           | 2009                      | Plates-formes                                                     | DOS | Apogee Software                                        | |
| At the Carnival                                                | 1989           | [ 13 ]                    | Réflexion                                                         | Mac OS, DOS | Cliff Johnson                                          | |
| Baseball Mogul 2006                                            | 2005           | 2006                      | Sport                                                             | Windows | Sports Mogul (en)                                      | |
| Battlecruiser 3000AD                                           | 1996           | 2001                      | Simulateur de vol spatial                                         | Windows | Derek Smart                                            | |
| Battlecruiser Millennium                                       | 2003           | 2005                      | Simulateur de vol spatial                                         | Windows | Derek Smart                                            | |
| Battlefield 1942                                               | 2002           | 2012                      | Tir à la première personne                                        | Windows | Electronic Arts                                        | Publié en tant que registerware sur la plateforme Origin. |
| Rowan's Battle of Britain (en)                                 | 2001           | [ 17 ]                    | Simulateur de vol de combat                                       | Windows | Empire Interactive                                     | Seul le code source du jeu est disponible. |
| Battle of the Eras                                             | 1995           | 2013                      | Combat                                                            | DOS | Procryon                                               | |
| BC Kid                                                         | 1992           | [ 19 ]                    | Plates-formes                                                     | Amiga | Factor 5                                               | |
| BC Racers                                                      | 1993           |                           | Course                                                            | DOS | Core Design                                            | |
| Beneath a Steel Sky                                            | 1994           | 2003                      | Aventure                                                          | Amiga, DOS | Virgin Interactive                                     | Publié pour promouvoir le projet ScummVM. |
| Beyond Castle Wolfenstein                                      | 1984           |                           | Action, infiltration                                              | DOS, Apple II, Atari 8-bit, Commodore 64                                                                                        | Muse Software                                          | |
| Beyond the Titanic                                             | 1986           | 1998                      | Fiction interactive                                               | DOS | Apogee Software                                        | |
| Bio Menace                                                     | 1993           | 2005                      | Plates-formes à défilement horizontal                             | DOS | Apogee Software                                        | |
| Blades of Exile (en)                                           | 1997           | 2007                      | Rôle                                                              | Macintosh, Windows | Jeff Vogel de Spiderweb Software                       | Le code source a également été publié. Le jeu est toujours commercialisé sur CD mais la version libre dispose de tout le contenu du jeu.                                                       |
| Boppin'                                                        | 1994           | 2005                      | Réflexion                                                         | Amiga, DOS | Apogee Software                                        | |
| Castle Infinity (en)                                           | 1996           | 2000                      | MMOG                                                              | Windows | Starwave                                               | |
| Castle of the Winds                                            | 1989           | 1998                      | Rôle                                                              | Windows 3.x | Epic Megagames                                         | |
| Caves of Thor                                                  | 1989           | 2005                      | Aventure                                                          | DOS | Apogee Software                                        | |
| Championship Manager: Season 01/02 (en)                        | 2001           | 2009                      | Sport                                                             | Windows, Mac OS, Xbox | Eidos Interactive                                      | |
| Clonk Endeavour (en)                                           | 2004           | 2008                      | Plates-formes, stratégie en temps réel                            | Windows, Mac OS X, Linux | RedWolf Design                                         | Seule la version Windows a été distribuée gratuitement. |
| Clyde's Adventure                                              | 1992           | 2005                      | Plates-formes                                                     | DOS | Moonlite Software                                      | |
| Clyde's Revenge                                                | 1995           | 2005                      | Plates-formes                                                     | DOS | Moonlite Software                                      | |
| Command and Conquer                                            | 1995           | 2007                      | Stratégie en temps réel                                           | Windows, Mac OS | Virgin Interactive                                     | |
| Command and Conquer : Alerte rouge                             | 1996           | 2008                      | Stratégie en temps réel                                           | Windows, Mac OS | Virgin Interactive                                     | Devenu gratuit en 2008 afin de promouvoir la sortie de Command and Conquer : Alerte rouge 3.                                                                                                   |
| Command and Conquer : Soleil de Tiberium                       | 1999           | 2010                      | Stratégie en temps réel                                           | Windows | Electronic Arts                                        | Devenu gratuit (ainsi que son extension Firestorm) le 12 février 2010 afin de promouvoir la sortie de Command and Conquer 4: Tiberian Twilight.                                                |
| Cybersphere                                                    | 1996           | 2006                      | Casse-briques                                                     | DOS | Psycon Software                                        | |
| Cybersphere Plus                                               | 1997           | 2006                      | Casse-briques                                                     | DOS | Psycon Software                                        | |
| Dark Ages                                                      | 1991           | 2009                      | Plates-formes                                                     | DOS | Apogee Software                                        | |
| Dark Horizons Lore: Invasion (en)                              | 2005           | 2007                      | Simulation de mechas                                              | Linux, Windows, Mac OS | GarageGames                                            | |
| Death Rally                                                    | 1996           | 2009                      | Course                                                            | DOS, Windows | Apogee Software                                        | |
| Defender of the Crown                                          | 1986           | [ 40 ]                    | Stratégie au tour par tour                                        | Amiga, Amstrad CPC, Apple II, Atari ST, Commodore 64, DOS, Game Boy Advance, Macintosh, NES, ZX Spectrum                        | Cinemaware                                             | |
| Dink Smallwood (en)                                            | 1997           | 1999                      | Rôle                                                              | Windows, Linux, Mac OS | Iridon Interactive                                     | |
| Dreamweb                                                       | 1992           | 2012                      | Aventure                                                          | Amiga, DOS | Empire Interactive Entertainment                       | |
| The Elder Scrolls: Arena                                       | 1994           | 2004                      | Rôle                                                              | DOS | Bethesda Softworks                                     | La version disquette a été publiée gratuitement en 2004 pour les dix ans de la série TES et en guise de publicité pour la sortie du quatrième opus, Oblivion.                                  |
| The Elder Scrolls II: Daggerfall                               | 1996           | 2009                      | Rôle                                                              | DOS | Bethesda Softworks                                     | Suite du susmentionné Arena. Publié gratuitement en 2009 pour les 15 ans de la série TES. |
| Electro Man                                                    | 1993           | 2006                      | Défilement horizontal                                             | DOS | Créé par xLand Games et publié par Epic Megagames      | |
| Enemy Nations                                                  | 1997           | 2001                      | Stratégie en temps réel                                           | Windows | Windward Studios                                       | |
| F.E.A.R. Combat                                                | 2005           | 2006                      | Tir à la première personne, survival horror                       | Windows | Monolith Productions                                   | Initialement publié en tant que mode multijoueur de F.E.A.R. |
| Fish Fillets (en)                                              | 1998           | 2002                      | Réflexion                                                         | Linux, Mac OS X, Windows et d'autres                                                                                            | Altar Games                                            | Fish Fillets est passé sous GPL en 2002. Par la suite, le projet Fish Fillets NG a adapté le moteur du jeu pour permettre une sortie sur diverses plates-formes.                               |
| Flight of the Amazon Queen                                     | 1995           | 2004                      | Aventure                                                          | Amiga, DOS | Renegade Software                                      | Publié pour promouvoir le projet ScummVM. |
| The Fool's Errand                                              | 1987           | [ 48 ]                    | Réflexion                                                         | Mac OS, DOS, Amiga, Atari ST | Miles Computing                                        | |
| Full Spectrum Warrior                                          | 2004           | 2008                      | Tactique en temps réel                                            | Windows | Pandemic Studios                                       | Publié en téléchargement libre financé par la publicité. |
| Glider PRO                                                     | 1991           |                           | Action, réflexion                                                 | Mac OS, Mac OS X | Casady & Greene                                        | Après la faillite de Casady & Greene, les droits de la série furent rendus à son auteur, John Calhoun, qui choisit de diffuser gratuitement quelques versions du jeu à partir de son site Web. |
| God of Thunder                                                 | 1993           | [ 49 ]                    | Action, réflexion                                                 | DOS | Adept Software                                         | |
| Gridlee                                                        | 1983           |                           | Tir à la troisième personne                                       | Arcade | Videa                                                  | |
| Gridrunner                                                     | 1982           |                           | Shoot 'em up                                                      | Atari 2600, VIC-20, ZX Spectrum, Commodore 64                                                                                   | Llamasoft                                              | |
| Ground Control                                                 | 2000           | 2004                      | Tactique en temps réel                                            | Windows | Massive Entertainment                                  | Publié en tant que registerware le 1er juillet 2004 pour promouvoir sa suite, Ground Control II: Operation Exodus.                                                                             |
| Hades 2 (en)                                                   | 2001           | 2009                      | Tir à la première personne                                        | Windows | Espaço Informática                                     | |
| Hardwired (une version admissible de Red Zone)                 | 1994           |                           | Shoot 'em up                                                      | Sega Mega Drive/Genesis | Zyrinx                                                 | |
| Heartlight PC                                                  | 1994           | 2006                      | Réflexion                                                         | 8-bit Atari, DOS | Janusz Pelc (Atari), Epic Megagames (portage sous DOS) | |
| Heros: The Sanguine Seven                                      | 1993           | 2005                      | Plates-formes                                                     | DOS | Jeffrey Fullerton                                      | Initialement publié en coopération avec Safari Software et Epic Megagames. |
| Hidden and Dangerous Deluxe                                    | 1999           | 2003                      | Tir tactique                                                      | Windows | Illusion Softworks                                     | Devenu gratuit pour promouvoir sa suite, Hidden and Dangerous 2. |
| Hitchhiker's Guide to the Galaxy                               | 1984           | 2004                      | Aventure                                                          | Flash | Infocom                                                | Devenu accessible publiquement en tant que jeu par navigateur grâce à la BBC. |
| Infantry (video game) (en)                                     | 1999           | 2007                      | MMORPG                                                            | Windows | Sony Online Entertainment                              | Similaire à PlanetSide. |
| Inner Worlds                                                   | 1996           | 2001                      | Plates-formes                                                     | DOS | Sleepless Software                                     | Similaire à Jill of the Jungle. |
| Iron Seed                                                      | 1994           | 2007                      | Simulation de commerce et de combat spatial                       | DOS | Softdisk                                               | Publié gratuitement par l'auteur pour promouvoir Iron Seed 2. |
| It Came from the Desert                                        | 1989           | [ 54 ]                    | Aventure                                                          | Amiga, Atari ST, DOS, Sega Genesis/Mega Drive, PC-Engine                                                                        | Cinemaware                                             | |
| Jetpack                                                        | 1993           | [ 55 ]                    | Plates-formes                                                     | DOS | Software Creations (US)                                | |
| Katakis                                                        | 1987           | [ 19 ]                    | Shoot 'em up                                                      | Amiga | Factor 5                                               | |
| Ken's Labyrinth                                                | 1993           | 1999                      | Tir à la première personne                                        | DOS | Epic Megagames                                         | |
| Kiloblaster                                                    | 1992           | 2008                      | Shoot 'em up                                                      | DOS | Epic MegaGames                                         | |
| King of Chicago                                                | 1987           | [ 58 ]                    | Action-aventure                                                   | Amiga, Apple II, Atari ST, DOS, Macintosh                                                                                       | Cinemaware                                             | |
| Kroz                                                           | 1987           | 2009                      | Aventure                                                          | DOS | Apogee Software                                        | |
| Kye (video game) (en)                                          | 1992           | 2008                      | Réflexion                                                         | Windows 3.x | Colin Garbutt                                          | |
| Lode Runner Online: Mad Monks' Revenge                         | 1995           |                           | Défilement horizontal                                             | Windows, Mac OS | Sierra Entertainment                                   | Basé sur le jeu Lode Runner. |
| Lords of the Rising Sun                                        | 1989           | [ 60 ]                    | Stratégie                                                         | Amiga, PC-Engine | Cinemaware                                             | |
| Lure of the Temptress                                          | 1992           | 2003                      | Aventure graphique                                                | Amiga, Atari ST, DOS | Virgin Interactive                                     | |
| Mad TV                                                         | 1991           |                           | Gestion                                                           | Amiga, DOS | Rainbow Arts                                           | |
| Major Stryker                                                  | 1993           | 2006                      | Shoot 'em up                                                      | DOS | Apogee Software                                        | |
| Marathon                                                       | 1994           | 2005                      | Tir à la première personne                                        | Mac OS, Windows, Linux | Bungie                                                 | |
| MechWarrior 4: Mercenaries                                     | 2002           | 2010                      | Simulation de mechas                                              | Windows | FASA Interactive                                       | |
| Monuments of Mars                                              | 1990           | 2009                      | Plates-formes                                                     | DOS | Apogee Software                                        | |
| Mystery House                                                  | 1980           | 1987                      | Aventure                                                          | Apple II | On-Line Systems                                        | Versé au domaine public en 1987 afin de célébrer le septième anniversaire de Sierra. |
| NoGravity                                                      | 1998           | [ 64 ]                    | Combat spatial                                                    | Windows, Mac OS, Linux | realtech VR                                            | |
| One Must Fall: 2097                                            | 1994           | 1999                      | Combat                                                            | DOS | Epic Megagames                                         | |
| onEscapee                                                      | 1997           | 2006                      | Plates-formes                                                     | Windows, Amiga | Invictus Games, Ltd.                                   | |
| Oo-topos                                                       | 1987           | [ 66 ]                    | Fiction interactive                                               | Apple II, DOS | Polarware                                              | |
| Out of the Park Baseball                                       | 1999           | 2002                      | Sport                                                             | Windows, Mac OS X, Linux | Out of the Park Developments                           | |
| Overkill                                                       | 1992           | 2008                      | Shoot 'em up à défilement vertical                                | DOS | Precision Software Publishing / Epic Megagames         | |
| Pharaoh's Tomb                                                 | 1990           | 2009                      | Plates-formes                                                     | DOS | Apogee Software                                        | |
| Project Reality: BF2                                           | 2005           | 2015                      | Tir à la troisième personne                                       | Windows |                                                        | Mod autonome construit par-dessus Battlefield 2. |
| Psi-Ops: The Mindgate Conspiracy                               | 2005           |                           | Tir à la troisième personne                                       | PlayStation 2, Xbox, Windows | Midway Games                                           | Publié via FilePlanet en tant que logiciel gratuit soutenu par de la publicité. |
| Purge (video game) (en)                                        | 2003           |                           | MMOFPS                                                            | Windows | Freeform Interactive                                   | |
| Puzzle Fun-Pak                                                 | 1989           | 2004                      | Action, réflexion                                                 | DOS | Apogee Software                                        | |
| Railroad Tycoon Deluxe                                         | 1993           | 2006                      | Gestion                                                           | DOS | MicroProse                                             | |
| RiftSpace (en)                                                 | 2000           | 2008                      | Simulateur de vol spatial                                         | Windows | Star Wraith (video game series) (en)                   | |
| Rocket Ranger                                                  | 1988           | [ 69 ]                    | Action                                                            | Amiga, Apple II, Atari ST, Commodore 64, DOS, NES                                                                               | Cinemaware                                             | |
| R-Type                                                         | 1987           | [ 19 ]                    | Shoot 'em up à défilement horizontal                              | Amiga | Factor 5                                               | |
| Sango Fighter                                                  | 1993           | 2009                      | Combat                                                            | DOS | Panda Entertainment                                    | Publié gratuitement par l'actuel ayant droit Super Fighter Team. |
| Savage: The Battle for Newerth                                 | 2004           |                           | Stratégie en temps réel, tir à la première personne               | Windows, Linux, Mac OS X | S2 Games                                               | |
| Savage 2: A Tortured Soul                                      | 2008           | 2008                      | Action-RPG, stratégie en temps réel, tir à la première personne   | Windows, Linux, Mac OS X | S2 Games                                               | |
| S.D.I. (video game) (en)                                       | 1986           | [ 71 ]                    | Action-aventure                                                   | Amiga, Atari ST, Commodore 64, DOS, Macintosh                                                                                   | Cinemaware                                             | |
| SimCity                                                        | 1989           | 2008 (pour OLPC SimCity)  | City-builder                                                      | Amiga, Amstrad CPC, Atari ST, Commodore 64, DOS, Mac OS, ZX Spectrum, Amiga CDTV, Super Nintendo, Windows 3.x                   | Infogrames                                             | Publié sous la licence GPLv3 pour le projet One Laptop per Child, et sous le nom de Micropolis pour le grand public (nom originel du jeu).                                                     |
| Sinbad and the Throne of the Falcon                            | 1987           | [ 72 ]                    | Action                                                            | Amiga, Apple II, Atari ST, Commodore 64, DOS                                                                                    | Cinemaware                                             | |
| SkyRoads                                                       | 1993           | [ 73 ]                    | Plates-formes                                                     | DOS | Bluemoon Interactive                                   | |
| Söldner: Secret Wars                                           | 2004           | 2011                      | Tir tactique                                                      | Windows | JoWood Productions                                     | |
| Sołtys                                                         | 1995           | 2011                      | Aventure                                                          | DOS | LK Avalon                                              | |
| Spheres of Chaos (en)                                          | 1992           | 2007                      | Tir                                                               | Windows, Linux, RiscOS | Iain McLeod                                            | |
| The Spirit Engine 2 (en)                                       | 2008           | 2010                      | Rôle                                                              | Windows | Mark Pay                                               | |
| Starshatter: The Gathering Storm (en)                          | 2004           | 2011                      | Combat spatial                                                    | Windows | Destroyer Studios                                      | Le code source a aussi été publié et le contenu rendu gratuit. |
| Stargunner                                                     | 1996           | 2005                      | Shoot 'em up                                                      | DOS | 3D Realms                                              | |
| Starsiege: Tribes                                              | 1998           | 2004                      | Tir à la première personne                                        | Windows | Dynamix/Sierra On-Line                                 | Devenu gratuit pour promouvoir la sortie de Tribes: Vengeance. |
| Star Control II                                                | 1992           | 2002                      | Action-aventure                                                   | DOS, 3DO, OS X | Toys For Bob                                           | Publié sous le nom de The Ur-Quan Masters. |
| Star Fleet I: The War Begins                                   | 1985           | [ 79 ]                    | Stratégie                                                         | DOS | Interstel                                              | |
| Star Fleet II: Krellan Commander                               | 1989           | [ 79 ]                    | Stratégie                                                         | DOS | Interstel                                              | |
| Star Legions                                                   | 1992           | [ 79 ]                    | Stratégie                                                         | DOS | Interstel                                              | |
| Star Wraith II (en)                                            | 2000           |                           | Combat spatial                                                    | Windows | Starwraith 3D Games                                    | |
| Star Wraith III: Shadows of Orion                              | 2000           |                           | Combat spatial                                                    | Windows | Starwraith 3D Games                                    | |
| Star Wraith IV: Reviction                                      | 2000           |                           | Combat spatial                                                    | Windows | Starwraith 3D Games                                    | |
| Strange Adventures in Infinite Space                           | 2002           | 2009                      | Rogue-like                                                        | Windows, Mac OS | Digital Eel                                            | |
| Supaplex                                                       | 1991           |                           | Labyrinthe, réflexion                                             | Amiga, DOS | Michael Stopp et Philip Jespersen                      | |
| Supernova                                                      | 1987           | 1998                      | Fiction interactive                                               | DOS | Apogee Software                                        | |
| Super Fighter                                                  | 1993           | 2001                      | Combat                                                            | DOS | C&E, Inc.                                              | Publié gratuitement par l'actuel ayant droit Super Fighter Team. |
| Super ZZT                                                      | 1992           |                           | Aventure                                                          | DOS | Epic Megagames                                         | |
| S.W.I.N.E.                                                     | 2001           | 2005                      | Tactique en temps réel                                            | Windows | StormRegion                                            | Publié sous le nom de S.W.I.N.E. Free Christmas Edition. |
| TecnoballZ                                                     | 199x           |                           | Casse briques                                                     | | TLK Games                                              | |
| Teen Agent                                                     | 1995           |                           | Aventure graphique                                                | DOS | Metropolis Software                                    | |
| Telengard                                                      | 1982           |                           | Dungeon crawler                                                   | DOS | Daniel Lawrence                                        | |
| TerraFire (en)                                                 | 1997           | 2005                      | Shoot 'em up                                                      | DOS | ORT Software                                           | |
| The Three Stooges                                              | 1987           | [ 83 ]                    | Action                                                            | Amiga, Apple II, Commodore 64, DOS, NES                                                                                         | Cinemaware                                             | |
| Total Extreme Wrestling 2005                                   | 2005           | 2009                      | Gestion                                                           | Windows | Greydog Software                                       | |
| Traffic Department 2192                                        | 1994           | 2007                      | Shoot 'em up                                                      | DOS | Epic MegaGames                                         | |
| Transylvania I,II,III                                          | 1982,1985,1989 | [ 66 ]                    | Aventure                                                          | Apple II, Commodore 64, DOS | Polarware                                              | |
| Treasure Island Dizzy                                          | 1987           |                           | Réflexion                                                         | Amstrad CPC, ZX Spectrum, Commodore 64, Amiga, Atari ST, NES, Amiga CD32, Windows, Jaguar                                       | Les jumeaux Oliver                                     | |
| Tribes 2                                                       | 2001           | 2004                      | Tir à la première personne                                        | Windows, Linux | Dynamix/Sierra On-Line                                 | Devenu gratuit pour promouvoir la sortie de Tribes: Vengeance. |
| Trivia Whiz                                                    | 1988           | 2005                      | Quiz                                                              | DOS | Apogee Software                                        | |
| Turboraketti II                                                | 1993           |                           | Jeu de tir                                                        | Amiga | Heikki Kosola                                          | |
| TV Sports Baseball                                             | 1990           | [ 86 ]                    | Sport                                                             | Amiga, DOS, NES | Cinemaware                                             | |
| TV Sports Basketball                                           | 1989           | [ 87 ]                    | Sport                                                             | Amiga, DOS, PC-Engine | Cinemaware                                             | |
| TV Sports Boxing                                               | 1991           | [ 88 ]                    | Sport                                                             | Amiga, DOS | Cinemaware                                             | |
| Tyrian                                                         | 1995           | 2004                      | Shoot 'em up                                                      | DOS | Epic MegaGames                                         | |
| Ultima IV: Quest of the Avatar                                 | 1985           | 1997                      | Rôle                                                              | DOS | Origin Systems                                         | Publié à nouveau en 2011 pour promouvoir la sortie de Ultima Forever: Quest for the Avatar. |
| Ultima: Worlds of Aventure 2: Martian Dreams                   | 1991           | 2012                      | Rôle                                                              | DOS | Origin Systems                                         | Publié par Electronic Arts exclusivement sur GOG.com. |
| Universal Combat                                               | 2004           | 2008                      | Simulateur de vol spatial                                         | Windows | Derek Smart                                            | |
| Vantage Master Online                                          | 1998           | 2002                      | Tactical RPG                                                      | Windows | Nihon Falcom                                           | |
| Warzone 2100                                                   | 1999           | 2004                      | Stratégie en temps réel                                           | Windows, Mac OS X, Linux, FreeBSD, AmigaOS 4, PlayStation                                                                       | Pumpkin Studios                                        | |
| Wild Metal Country                                             | 1999           | 2004                      | Action                                                            | Windows | Gremlin Interactive                                    | Publié en tant que registerware. Actuellement[Quand ?] indisponible sur le site Web de Rockstar Games.                                                                                         |
| Wings                                                          | 1990           | [ 93 ]                    | Simulateur de vol de combat                                       | Amiga | Cinemaware                                             | |
| Wings                                                          | 1996           |                           | Tir                                                               | DOS | Miika Virpioja                                         | |
| Wolfenstein 3D                                                 | 1992           | 2012                      | Tir à la première personne                                        | Sur navigateur | id software                                            | |
| Word Whiz                                                      | 1988           | 2005                      | Quiz                                                              | DOS | Apogee Software                                        | |
| Worlds of Ultima: The Savage Empire                            | 1990           | 2012                      | Rôle                                                              | DOS | Origin Systems                                         | Publié par Electronic Arts exclusivement sur GOG.com. |
| Xargon                                                         | 1993           | 2008                      | Plates-formes                                                     | DOS | Epic MegaGames                                         | |
| Xenophage: Alien Bloodsport                                    | 1995           | 2006                      | Combat                                                            | DOS | Apogee Software                                        | |
| Zero Tolerance                                                 | 1994           |                           | Tir à la première personne                                        | Sega Mega Drive/Genesis | Technopop                                              | |